# Paroxyophthalmus collaris
Paroxyophthalmus collaris är en bönsyrseart som beskrevs av Henri Saussure 1872. Paroxyophthalmus collaris ingår i släktet Paroxyophthalmus och familjen Tarachodidae. Inga underarter finns listade i Catalogue of Life.